# Tetra-tert-butylmethaan
Tetra-tert-butylmethaan is een sterk vertakte organische verbinding met als brutoformule C17H36. Het is het meest compacte structuurisomeer van heptadecaan. Het is echter een theoretische verbinding, omdat de sterische hindering te groot is om langdurig te bestaan. Het is tevens het kleinste (meest compacte) verzadigde en acyclische koolwaterstof dat niet kan bestaan.